# Američki Idol
Američki Idol (eng: American Idol; American Idol: The Search for a Superstar u prvoj sezoni) je Idol reality show koji traži mlade talente i "pretvara" ih u profesionalne glazbenike. Show je originalno osmislio osmislio Simon Fuller. Prva epizoda prve sezone showa je održana 11. lipnja 2002. i od tada je Američki Idol jedan od najpopularnijih emisija u SAD-u. Show je dio Idol serijala, američka verzija Pop Idola, koji je osmislio britanac Simon Fuller i prvi put je održan 2001. godine u Ujedinjenom Kraljevstvu.
Emisija traži najboljeg pjevača u zemlji kroz audicije diljem SAD-a. Publika bira tko će ispasti, a tko ostati putem SMS i telefonskog glasanja. Žiri daje savjete i kritike natjecateljima, a sastoji se od Grammy-dobitnika Randyja Jacksona; nagrađivanog glazbenika, poducenta i menadžera Simona Cowella; i Grammy-nominirane pjevačice, tekstopisca i producentkinje Kare DioGuardi. Originalno je bilo tri člana žirija, no u osmoj sezoni je dodana i Kara DioGuardi. Pop pjevačica, dobitnica Grammyja i Emmyja, Paula Abdul, otišla je krajem osme sezone, nakon sedam godina u žiriju.
Emisiju vodi TV-voditelj Ryan Seacrest. Komičar Brian Dunkleman je vodio samo prvu sezonu, i to zajedno sa Seacrestom. Glazbeni sastav Američki Idol predvodi pjevač Rickey Minor. Show se obično emitira utorkom i srijedom u SAD-u i Kanadi, srijedom i četvrtkom u Australiji i Aziji, a četvrtkom i petkom na digitalnoj televiziji u Ujedinjenom Kraljevstvu. U Izraelu, show se emitira petkom i subotom, te se subotom i nedjeljom emitira u Latinskoj Americi.

## Emisija

### Audicije
Prije nego što kandidati mogu vidjeti žiri, moraju proći dva susreta. Prvi susret su kratke audicije s producentima showa. Neki kandidati tada prolaze dalje u drugi susret s producentima, dok neki napuštaju show. Od više tsuća ljudi koji dođu na audicije, samo oko 100–200 njih iz svakog grada idu dalje. Ti kandidati idu u audicije pred žiri u Hollywoodu.

### Hollywood
U Hollywoodu, kandidati nastupaju u različitim danima, a odluke donosi žiri. Tijekom prvih šest sezona, kandidati bi birali pjesmi s popisa za pjevanje u prvoji rundi. U sljedećoj rundi, kandidati se podijele u manje skupine i pjevali bi pjesmu zajedno. U zadnjoj rundi, kandidati nastupaju a cappella (bez glazbe) po njihovom izboru.
U sedmoj sezoni, sastav Hollywoodskih audicija se promijenio i glazbene skupine su ukinute. Umjesto toga, kandidati su sami pjevali prvi dan. Ako žiri odluči da je nastup bio dobar, kandidat prolazi u zvršni dio Hollywoodskih audicija; ako nastup ne bude dobar, kandidat ima još jednu priliku da impresionira žiri prije završnice. Po prvi put, kandidati su mogli upotrijebiti glazbeni instrument ako žele.

### Polufinale

#### 1. – 3. sezona
Prve tri sezone, polufinalisti su bili slučajno poredani u različite skupine. Svaki natjecatelj bi pjevao pojedinačno, svaka skupina bi imala svoju noć za nastupanje pojedinačno. U prvoj sezoni, bile su tri odvojene skupine, a najbolji tri natjecatelja iz svake skupine bi prošlo u završnicu. U drugoj i trećoj sezoni, bile su četiri skupine po osam natjecatelja, a najbolja dva bi išla u završnicu.
Prve tri sezone, show je bio višeznačan. Natjecatelji koji ne uspiju doći do završnice, pozvani su natrag za još jednu priliku za ulazak u završnicu. U prvoj sezoni, samo je jedan natjecatelj ponovo odabran od strane žirija. Međutim, u drugoj i trećoj sezoni, svaki član žirija je promaknuo jednog natjecatelja, dok bi publika promaknula četiri natjcatelja. U drugoj sezoni, nekoliko natjecatelja koji nisu prošli u završnicu, kasnije je žiri odabrao za prolaz dalje. U trećoj sezoni, žiri je elimninirao četiri natjecatelja prije nego što su oni imali šriliku za pjevanje.

#### 4. – 7. sezona
Od četvrte do sedme sezone, polufinale je bilo podijeljeno na 24 natjecatelja podjeljenih po spolu da bi se osiguralo jednako odjeljenje za Top 12. Muškarci i žene su pjevali na uzastopnim večerima i zadnjih dvoje iz svake skupine bi svaki tjedan ispadalo iz natjecanja. To se odvijalo sve dok u natjecanju ne ostane dvanaest natjecatelja.

#### 8. sezona
U osmoj sezoni, bilo je 36 polufinalista. Tri uzastopna četvrtka, dvanaest različitih polufinalista je nastupilo svake večeri s nadom za prolazak u završnicu. Tri polufinalista s najvećim brojem glasova, jedan muškarac, jedna žena i još jedan natjecatelj s najvećim brojem glasova, prolaze u završnicu. Još jedna runda vraćanja natjecatelja je održana, sa žirijem koji bira tri natjecatelja koji su eliminirani prije, da bi ih promaknuo u završnicu. No, žiri je u osmoj sezoni odabrao četiri, umjesto tri eliminirana natjecatelja, pa je finale bilo s 13 umjesto 12 natjecatelja.

### Završnica
Završnice showa se emitiraju pred publikom uživo u TV studiju CBS Television City u Los Angelesu. Završnica je u prvoj sezoni trajala osam tjedana,a 11 tjedana u sljedećim sezonama. Svaki finalist nastupa s pjesmom ili pjesmama svaki tjedan. Tijekom prvih pet tjedana, natjecatelji pjevaju pojedinačno po jednu pjesmu. Od Top 4 i Top 5 emisije, natjecatelji pojedinačno pjevaju po dvije pjesme. Najbolja 3 natjecatelja (Top 3) pjevaju pojedinačno po tri pjesme.
Svaka večer uživo ima svoju temu za pjevanje. Teme se baziraju na glazbenim žanrovima, pjesmama pjevanim od određenih pjevača, i Billboard hitova broj 1. U prijašnjim emisijama i sezonama, teme su uključivale Motownovu, disco, i big band glazbu, kao i pjesme glazbenika poput Michaela Jacksona, The Beatlesa, Billy Joela, Mariah Carey, Glorije Estefan, Eltona Johna, Andrew Lloyd Webbera, Dolly Parton, i Elvisa Presleyja. Natjecatelji obično rade s glazbenim mentorom svaki tjedan.
Nakon svake emisije uživo (Live Show), prikazuju se rezultati glasovanja publike. Biraju se natjecatelji koji ispadaju, a najbolji natjecatelji se ne otkrivaju, iako jesu ponekad. Tri natjecatelja, te kasnije samo dva, koji dobiju najmanje glasova, pozvani su na središnju pozornicu. Od zadnjih tri, pročita se jedan natjecatelj koji ne ispada, i ostaju samo dva natjecatlja. Poslije toga, prčita se natjecatelj koji je eliminiran is emisije i dobio je najmanje glasova. Tijekom 8. sezone, žiri je dobio sposobnost spašavanja natjecatelja ako misle da je publika pogriješila. Ako postgnu jednoglasnu odluku, mogu spasiti natjecatelja; no, ako do toga dođe, sljedeći tjedana mora ispasti dvoje natjecatelja,a spašena osoba ne može više biti spašena. Kad natjecatelji dođu do Top 5 najboljih, spašavanje se više ne može koristiti. Kad natjecatelj ispada iz showa, pušta se prilog o iskustvu natecatelja, a taj natjecatelj nastupa po zadnji put u emisiji.
U finalu, dva preostala natjecatelja nastupaju i jedan od njih se proglasuje pobjednikom, onaj koji je diobio više glasova publike. Prvih šest sezona, finale je snimano u kazalištu Kodak, koji može imati do 3.400 gledatelja. Sudio je se u sedmoj sezoni promijenio u kazalište Nokia, koji može imati i do 7.000 gledatelja. Pobjednik se proglasuje na kraju finala.
Pobjednik Američkog Idola dobiva milijun dolara vrijedan ugovor s diskografskom kućom (koja je partner showa), kojeg vodi tvrtka 19 Management. U nekim slučajevima, drugi finalisti su također potpisali ugovor s partnerskom diskografskom kućom, čiji je cilj potpisivanje ugovora s natjecateljima.

## Sezone

### Prva sezona
Prva sezona Američkog Idola je započela bez velikih najava kao ljetni show u lipnju 2002. na FOX-u. Voditelji showa su bili Ryan Seacrest i Brian Dunkleman. Show je trajao 13 tjedana od lipnja do rujna. Gledanost finala prve sezone je procijenjena na oko 50 milijuna gledatelja.
Pobjednica, Kelly Clarkson, je potpisala ugovor s RCA Recordsom, diskografskom kućom u partnerstvu s 19 Managementom. Odmah poslije finala, Clarkson je izdala dva singla, uključujući i pobjedničku pjesmu, "A Moment Like This". Od tada, Clarkson je izdala tri uspješna albuma: Thankful, Breakaway, i My December. Njen četvrti album, All I Ever Wanted je izašao 10. ožujka 2009. Clarkson je prvi natjecatelj koji je osvojio nagradu Grammy, a njeni albumi su prodani u više od 20 milijuna primjeraka diljem svijeta. Ona je također jedini s dva albuma broj 1, i dva prva singla na The Billboard Hot 100 ljestvici.
Drugoplasirani, Justin Guarini je također potpisao ugovor s RCA Recordsom, s prvim albumom u 2003. godini, nakon kraja druge sezone showa. RCA je raskino ugovor nedugo nakon izdavanja prvog albuma. Guarini je zatim osnovao svoju tvrtku, i izdao svoj jazz album 2005. godine. Danas, Guarini je voditelj i komentator TV Guide Networka.
Kao i Clarkson i Guarini, ugovore su potpisali i Nikki McKibbin (trećeplasirana), Tamyra Gray (četvrtplasirana), R. J. Helton (petoplasirani), i Christina Christian (šestoplasirana). Tamyra Gray (4.) se potpisani ugovor raskinula prije izdanja albuma. Tada je potpisala ugovor s tvorcem Idola, Simonom Fullerom i njegovom diskografskom kućom 19 Entertainment, a prvi album je izdala 2004. godine. Ugovor s 19 Entertainmentom je raskinut 2005. godine.
Prva sezona showa je inspirirala mjuzikl iz 2003., zvan From Justin to Kelly, s Kelly Clarkson i Justinom Guarinijem u glavnim ulogama. Ljubavni mjuzikl redatelja Simona Fullera, snimljen je u Miamiju, Florida; snimao je se šest tjedana nakon kraja prve sezone. Film je izašao u lipnju 2003. godine, no nije uspio na tržištu, čak je zvan kao najgori film svih vremena.
Natjecatelji u završnici prve sezone:
| - Kelly Clarkson (pobjednica) - Justin Guarini - Nikki McKibbin - Tamyra Gray - R. J. Helton | - Christina Christian - Ryan Starr - A.J. Gil - Jim Verraros - EJay Day |

### Druga sezona
Zbog uspjeha prve sezone, show se nastavio i s drugom sezonom, koja je započela u siječnju 2003. godine. Broj emisija se povećao, kao i budžet showa. Voditelj Brian Dunkleman je napustio show, pa ga je Seacrest sam vodio. Kristin Holt je u početku bio najavljivan kao suvoditelj, no prije početka snimanja, njena uloga je promijenjena u posebnog dopisnika.
Ruben Studdard je ovog puta pobijedio u showu, s Clayom Aikenom kao drugoplasiranim. Od 24 milijuna glasova, Studdard je pobijedio 130.000 glasova više od više od Aikena. U komunikacijskoj industriji se vodila rasprava o preopterećenju telefonskog sustava i da je više od 150 milijuna glasova odbijeno, što je stvorilo sumnju o glasovanju. Od tada se sustav glasovanja poboljšao da bi se izbjegao ovaj problem.
U intervjuu prije druge sezone, po ugovoru izvršnog producenta, Nigel Lythgoe je predložio da Aiken vodi sustav glasovanja do finala. Aiken je postao prvi ne-pobjednik showa koji je dospio na vrh U.S. Hot 100 ljestvice s pjesmom "This Is the Night".
Kao i Studdard i Aiken, ugovore s diskografskim kućama su potpisali i Kimberley Locke (trećeplasirana), Josh Gracin (četvrtplasirani), i Carmen Rasmusen (šestoplasirana).
U showu se stvorila kontroverza kad je natjecateljica Frenchie David diskvalificirana iz daljnjeg natjecanja zbog njenih fotografija u toplesu koje su izašle na internetu. Nedugo kasnije, dobila je ulogu u Broadwayskom mjuziklu Rent, a i danas radi na Broadwayu.
Također, nakon natjecanja, Studdard je tužio tvrtku 205 Flava, Inc. za 2 milijuna dolara zbog korištenja njegovih zlika za promociju. Flava je reagirala s optužbom da je Studdard prihvatio više od 10.000 dolara prihoda za nošenje 205 majica, i unovčio osam čekova da bi potvrdio njihovu tužbu. Slučaj je završio na sudu.
Natjecatelji u završnici druge sezone:
| - Ruben Studdard (pobjednik) - Clay Aiken - Kimberley Locke - Josh Gracin - Trenyce - Carmen Rasmusen | - Kimberly Caldwell - Rickey Smith - Corey Clark - Julia DeMato - Charles Grigsby - Vanessa Olivarez |

### Treća sezona
Treća sezona je započela 19. siječnja 2004. godine. Na kraju treće sezone, TV kuća je profitirala za 260.000.000 USD. Pobjednica je postala Fantasia Barrino, kasnije poznata samo kao "Fantasia," dok je na drugo mjesto zasjela Diana DeGarmo. Treća sezona je također prikazivana i u Australiji na televizijii Network Ten oko pola tjedna nakon završetka showa u SAD-u. U svibnju 2005., Telescope je objavio podatak da je treća sezona imala ukupno oko 360 milijuna glasova.
Raniji dio sezone, za vrijeme audicija, javnost se upoznala sa studentom Williamom Hungom, koji je zadobio veliku pozornost zbog svog komičnog nastupa pjesme "She Bangs" od Rickyja Martina. Njegov nastup i pozitivan stav uz Cowell kritike, donijeli su mu ugovor s diskografskom kućom Koch Entertainment i zaradio je preko 500.000 USD od prodaje albuma.
Tijekom treće sezone, povećala se kontroverza o zakonitosti showa kad su roker Jon Peter Lewis i mladi pjevač John Stevens ostali u showu dok su otali, poput Jennifer Hudson, neočekivano ispali. Jasmine Trias, unatoč negativnim komentarima Simona Cowella, uspjela je doći do čak trćeg mjesta.
Preko 65 milijuna glasova je izbrojeno u finalu, više nego prve dvije sezone zajedno. Fantasia je postala pobjednicom pobijedivši Dianu DeGarmo, svoj prvi singl je izdala u lipnju 2004. s RCA diskografskom kućom. Singl je ušao Billboard Hot 100 ljestvicu kao prvi, zbog čega je Fantasia postala prvi glazbenik u povijesti Billboarda koja je bila prva s debitantskim singlom, koji je ostao prvi tjedan dana i koji je osvojio Billboardove glazbene nagrade.
Diana DeGarmo je također potpisala ugovor s diskografskom kućom RCA. Međutim, prodaja njenog prvog albuma, Blue Skies nije dobro prošla pa je kasnije zamolila da se ugovor poništi. Od tada, glumila je u različitim ulogama na Broadwayu. Natjecala je se i u prvoj sezoni CMT-ovog showa Gone Country.
Uz Fantasiu i DeGarmo, Jasmine Trias (trećeplasirana), LaToya London (četvrtplasirana), George Huff (petoplasirana), Jennifer Hudson (sedmoplasirana), i Camile Velasco (devetoplasirana) su izdali albume od kraja sezone. Hudson je pohvaljena s ulogama u filmu Komadi iz snova, za koji je dobila i Oscara za najbolju sporednu glumicu; Seks i grad, i Tajni život pčela.
Natjecatelji u završnici treće sezone:
| - Fantasia Barrino (pobjednica) - Diana DeGarmo - Jasmine Trias - LaToya London - George Huff - John Stevens | - Jennifer Hudson - Jon Peter Lewis - Camile Velasco - Amy Adams - Matthew Rogers - Leah LaBelle |

### Četvrta sezona
Četvrta sezona je započela 18. siječnja 2005. godine. Starosna granica je povećana na 28 u četvrtoj sezoni da bi se povećao broj natjecatelja. Oni koji su se okoristili zbog novog pravila bili su Constantine Maroulis i Bo Bice, najstariji natjecatelji u četvrtoj sezoni. Često ih je spominjao voditelj Seacrest i mediji kao "dva rokera", zbog njihove duge kose i odabira rock pjesama. Sve veće prisustvo rock-opredijeljenih natjecatelja se nastavio i u petoj sezoni s natjecateljem Chrisom Daughtryjem, koje je bio inspiriran Biceom. U svibnju 2005., Telescope je najavio da je četvrta sezona imala ukupno oko 500 milijuna glasova.
U četvrtoj je sezoni također primijenjeno nekoliko novih pravila za natjecanje. U polufinalu, umjesto da natjecatelji koji dobiju najviše glasova publike prođu dalje, to je promijenjeno; od 24 polufinalista, podjeljeni su u dvije skupine po 12 natjecatelja, u jednoj su muškarci, a u drugoj žene. Natječu se odvojeno, a po jedan iz svake supine ispada svaki tjedan, sve dok ne ostane dvanaset natjecatelja, koji ulaze u završnicu. Ovo pravilo je nastalo jer je u trećoj sezoni u završnicu ušlo osam žena i samo četiri muškarca.
Pobjednik četvrte sezone je Carrie Underwood, country pjevačica. Njen prvi singl, "Inside Your Heaven", zasjeo je na prvo mjesto Billboard Hot 100 ljestvice, 14. lipnja 2005. i prvi tjedan je prodan u 170.000 kopija. Tjedna kasnije, drugoplasirani Bo Bice je izdao svoju verziju pjesme, i zasjela je na drugo mjesto. 5. studenog 2005., Underwood je izdala svoj prvi album, Some Hearts, koji je bio na drugom mjestu Billboardove ljestvice. 11. veljače, Carrie Underwood je postala prva pobjednica Američkog Idola koja je osvojila sve tri velike glazbene nagrade (American Music Award, Billboard Music Award, i Grammy) u jednoj sezoni (2006. – 2007.). Postala je druga najuspješnija natjecateljica u povjesti Američkog Idola.
Ostali natjecatelji četvrte sezone su također postali uspješni i nakon Idola. Trećeplasirani, Vonzell Solomon je glumio u filmu Still Green, te imao je sing na božićnom albumu. Četvrtplasirani, Anthony Fedorov je imao nastup u još nekim TV showovim, poput Fear Factora, a snimio je i nekoliko epizoda za MTV-jevu emisiju Little Talent Show — Triple Threat. Šestoplasirani, Constantine Maroulis je izdao svoj prvi solo-album u 2007. godini. Maroulis trenutno glumi u Broadwayskom mjuziklu Rock of Ages za koji je dobio nominaciju za nagradu Tony. Nastupao je i u Broadwayskom mjuziklu The Wedding Singer i u off-Broadway mjuziklu Jacques Brel is Alive and Well and Living in Paris. Sedmoplasirani, Anwar Robinson je izdao istoimeni EP s nezavisnom diskografskom kućom. Dvanaestoplasirana natjecateljica, Lindsey Cardinale, izdala je prvi singl, "Nothing Like A Dream", u ožujku 2006. godine.
Natjecatelji u završnici četvrte sezone:
| - Carrie Underwood (pobjednica) - Bo Bice - Vonzell Solomon - Anthony Fedorov - Scott Savol - Constantine Maroulis | - Anwar Robinson - Nadia Turner - Nikko Smith - Jessica Sierra - Mikalah Gordon - Lindsey Cardinale |

### Peta sezona
Peta sezona Američkog Idola je započela 17. siječnja 2006.; to je prva sezona emitirana u visokoj rezoluciji (HD). Zazad, peta sezona je najviše rangirana od svih sezona Idola. Audicije su održane u Austinu, Bostonu, Chicagu, Denveru i San Franciscu, s Greensborom, Sjeverna Karolina i Las Vegasom, Nevada, koji su uključeni nakon otkazanja Memphisa zbog uragana Katrina. U petoj su se sezoni koristila ista pravila kao u čevrtoj sezoni.
Taylor Hicks je Američkim idolom proglašen 24. svibnja 2006.; postao je i četvrti natjecatelj koji nijedan tjedan nije bio među zadnja tri ntjecatelja po broju glasova. Njegov prvi singl nakon Idola, "Do I Make You Proud", zasjeo je na prvo mjesto Billboard Hot 100 ljestvice. Hicksov album, "Taylor Hicks", je zasad prodan u 703.000 kopija, i zasad je najmanje prodan album pobjednika Američkog Idola. Kasnije je raskinuo ugovor s Arista Recordsom. Njegov sljedeći album, "The Distance", izašao je 10. ožujka 2009. s Hicksovom diskografskom kućom Modern Whomp Records.
30. svibnja 2006., Telescope je objavio podatak da je 63.5 milijuna telefonskih glasova primljeno u završnici pete sezone. U cijeloj petoj sezoni, ukupno je 580 milijuna glasova primljeno. Taylor Hicks je drugi pobjednik Američkog Idola koji je iz Birminghama, Alabama (prvi je bio Ruben Studdard), i četvrti finalist povezan s tim gradom.
Natjecatelj pete sezone s najviše komercijalnih uspjeha je četvrtplasirani Chris Daughtry, sada vodeći pjevač sastava Daughtry. Njihov prvi album je prodan u više od 5 milijuna kopija do danas, nadmašivši bivše pobjednike Studdarda i Fantasiu, te po dva njihova. Sastav je dosad imao dva singla među najboljih deset u SAD-u. Njihov album, koji je dva tjedna bio SAD-ov broj jedan u, je usput i najbrže prodan debitantski rock album u povjesti "Soundscana".
Od studenog 2008., drugoplasirana natjecateljica Katharine McPhee je svoj prvi album prodala u 374.000 kopije; zasad ima dva Top 40 Billboardova hita. Također je značajno i da je šestoplasirana natjecateljica Kellie Pickler, koja je zvana djevojkom sa sela, dosegla je do prvog mjesta u Billboard Top Country Albums (najbolji country albumi) ljestvici. Do danas je prodala preko 815.000 kopija. Trećeplasirani, Elliott Yamin je također izdao debitantski album s nekoliko uspjeha. Osmoplasirani, Bucky Covington je izdao istoimeni album i prodan je u više od 400.000 kopija i bio je na Top 10 i Top 20 Billboardove Hot Country Singles ljestvici. Prvi album devetoplasirane natjecateljice Mandise, "True Beauty" je nominiran za Grammy nagraduu kategorij najbolji Pop/Gospel album u 2007. godini.
Natjecatelji u završnici pete sezone:
| - Taylor Hicks (pobjednik) - Katharine McPhee - Elliott Yamin - Chris Daughtry - Paris Bennett - Kellie Pickler | - Ace Young - Bucky Covington - Mandisa - Lisa Tucker - Kevin Covais - Melissa McGhee |

### Šesta sezona
Šesta sezona showa je započela u utorak, 16. siječnja 2007. godine. Premijerna epizoda šeste sezone je privukla 37.7 milijuna gledatelja, s vrhuncem u zadnjih pola sata, gdje je gledanost bila preko 41 milijun gledatelja.
Jordin Sparks je proglašena pobjednicom 23. svibnja 2007. godine, u 10:05 (EST), s novim rekordom od 74 milijuna glasova u finalu; drugoplasirani je bio Blake Lewis.
Tinejdžer Sanjaya Malakar je bio najspominjaniji natjecatelj šeste sezone Američkog Idola, kako je uspio izbjegavati izbačaje nekoliko tjedana. Weblog Vote for the Worst (hr:Glasajte za najgoreg) i radijski voditelj Howard Stern su poticali navijače da glasuju za Sanjayu. Međutim, 18. travnja 2007., nakon 38 milijuna glasova, Sanjaya je ispao iz showa.
Najboljih šest natjecatelja 6 su pjevali inspirativnu glazbu kao dio prve Idolove humanitarne akcije, zvane "Idol Gives Back", a njen cilj je bio skupiti ukupno 60 milijuna dolara. Nijedan natjecatelj te večeri nije bio eliminiran, a glasovi izt tog tjedna su spojeni s glasovima sljedećeg tjedna, kad je ispalo dvoje natjecatelja. Emisije iz oba tjedna su, uz regularna 2 sta, trajala još dva. Na kraju emisije, spojeni tele-glasovi iz dva tjedna ukupno su iznosili 135 milijuna.
U travnju 2007., show je pokrenuo projekt "Tekstopisac Američkog Idola", koji je omogućavao navijačima da odaberu pjesmu koju će pjevati dvoje finalista i napslijetku, sam pobjednik. Amaterski tekstopisci su mogli napisati pjesmu i predati je u emisiju. Vijeće koje je biralo pjesmu, predvođeno tvorcem Idol serijala Simonom Fullerom, suzilo bi popis od tisuću pjesama na dvadeset. S online glasovanjem, u kojem je svaki navijač imao pravo na jedan glas, moglo je se slušati i ocijeniti pjesmu. Pobjednička pjesma je bila balada "This Is My Now", koju su napisali Scott Krippayne i Jeff Peabody. "This Is My Now" je postao prvi singl Jordin Sparks i izašao je 24. svibnja 2007. godine. Pjesma je bila na petnaestom mjestu Billboard Hot 100 ljestvice.
Prvi singl Jordin Sparks, koji nije iz Idola, bio je pravi hit. Singl "Tattoo" je završio kao osmi na ljestvicama. Na Billboard Hot 100 ljestvici je na treće mjesto zasjeo njen singl "No Air" s Chrisom Brownom. Pjesma je u nekim zemljama zasjela na prvo mjesto, kao i na Billboard Pop Airplay ljestvici. Sparks je ubrzo izdala i treći singl, "One Step at a Time", koji je dospio na 17. mjesto. Time je Jordin Sparks postala prvi i zasad jedini natjecatelj Američkog Idola koji ima prve 4 pjesme u Top 20 hitova SAD-a. "One Step at a Time" je do danas prodan u oko milijun kopija.
Prvi singl Blakea Lewisa je bio "Break Anotha!", nije dobro završio na Billboard Hot 100 ljestvici. Njegov drugi singl, "How Many Words", je kao i prvi, neuspješno završio Billboard Hot 100 ljestvici; završio je na 25. mjestu u Bubbling Under ljestvici. Kratko poslije, Lewis je potvrdio da je raskinuo ugovor s Arista recordsom. Njegov album je prodan u "samo" oko 300.000 kopija.
Phil Stacey, šestoplasirani natjecatelj, je potpisao s Lyric Streetom i izdao je svoj prvi singl, "If You Didn't Love Me". Desetoplasirani, Chris Sligh je izdao kršćanski album (kršćanska glazba) nakon potpis ugovora s Brash Musicom. Chris Richardson, petoplasirani, je također izdao svoj prvi album, "All Alone."
U šestoj sezoni Američkog Idola dva natjecatelja iz Top-a 3 nisu nijedan tjedan bili među zadnja 2 ili 3, Jordin Sparks (1.) i Melinda Doolittle (3.). Iz prošlih sezona, pridružuju im se i Kelly Clarkson, Clay Aiken, Carrie Underwood, Danny Gokey, Taylor Hicks kao Top 3 natjecatelji koji nikad nisu bili među zadnja 2 ili 3.
Natjecatelji u završnici šeste sezone:
| - Jordin Sparks (pobjednica) - Blake Lewis - Melinda Doolittle - LaKisha Jones - Chris Richardson - Phil Stacey | - Sanjaya Malakar - Haley Scarnato - Gina Glocksen - Chris Sligh - Stephanie Edwards - Brandon Rogers |

### Sedma sezona
Sedma sezona Američkog Idola je započela 15. siječnja 2008. s dvodnevnom premijerom od četiri sata. David Cook je 21. svibnja 2008. proglašen pobjednikom sedme sezone, s rekordnih 56% od 97.5 milijuna glasova. Znan po svojoj rock-opredijeljenosti, Cook je postao prvi 'roker' pobjednik showa.
Prije početka sedme sezone showa, izvršni producent Nigel Lythgoe je priznao da je šesta sezona više bila usredotočena na goste, nego na natjecatelje. Zato su planirane promjene za sedmu sezonu da bi se pozornost vratila na natjecatelje, tako što bi prikazali viš informacija o njima i njihovim obiteljima. Zbog toga je na Hollywoodskim audicijama, dopušteno korištenje glazbenih instrumenata.
11. ožujka 2008., Američki Idol je dobio novu dvoranu, i novi izgled uvoda. Ryan Seacrest je najavio da će finale biti sastavljeno u dva dana,što se i dogodilo 20. i 21. svibnja u Nokia dvorani u Los Angelesu.
Humanitarna akcija "Idol Gives Back", koja je 2007. godine skupila vše od 75 milijuna dolara, ponovo je pokrenuta 9. travnja 2008. godine. Rečeno je da je prihod zarađen 9. travnja 2008. usporediv s onim iz 2007. i bit će raspodjeljen u zakladu "Idol Gives Back".
Mediji su naglasili da je nekoliko polufinalista sedme sezone već prije imali ugovore s diskografskim kućama, uključujući Kristy Lee Cook, Brooke White, Michael Johns, i Carly Smithson; a kasniji pobjednik, David Cook, izdao je nezavisni i završio ga je prije audicija, no nikad nije imao nikakvih ugovora s diskografskim kućama. Pravila Idola glase da je natjecatelj mogao nastupati iako je imao ugovor s diskografskom kućom u prošlosti, ali ne može ako ima ugovor za vrijeme trajanja showa. Bivši natjecatelj iz druge sezone, Clay Aiken, komentirao je za vrijeme intervjua na The Viewu u svibnju 2008. o nevinosti natjecatelja, koja se, kako kaže, "polako gubi tijekom godina". Aiken je izjavio da su "natjecatelji svake godine sve više iskusniji".
Natjecanje "Tekstopisac Američkog Idola", pokrenuto u šestoj sezoni, nastavljeno je i u sedmoj sezoni. Tijekom finala se izvodila izabrana pjesma, ali nijedan od njih nije ju koristio poslije Idola. Pobjedničku pjesmu, "The Time of My Life", je izdao David Cook 22. svibnja 2008. Pjesma je certificirana platinom (jedna od najprodavanijih) od RIAA, 12. prosinca 2008. godine.
Ove sezone, David Archuleta i David Cook su se pridružili Kelly Clarkson, Clayu Aikenu, Dannyju Gokeyu, Carrie Underwood, Tayloru Hicksu, Jordin Sparks i Melindi Doolittle kao Top 3 natjecatelji koji nikad nisu bili među zadnja 2 ili 3 natjecatelja. David Archuleta i Clay Aiken su jedini drugoplasirani natjecatelji koji nikad nisu bili među zadnja 2 ili 3. Finale sedme sezone je bilo prvo finale u kojem najboljih dvoje (Top 2) nikad nisu bili među zadnja 3 natjecatelja.
David Archuleta je potpisao ugovor s Jive Recordsom, a njegov istomeni album "David Archuleta" je izašao u prodaju 11. studenog 2008. godine. Njegov prvi singl, "Crush", zasjeo je na drugo mjesto Billboard Hot 100 ljestvice i na prvo mjesto Hot Digital Songs ljestvice, što je najuspješniji debitantski singl u 2008. godini. Pjesma je od siječnja 2009. prodana u 1.5 milijuna kopija, što je najuspjepšnija pjesma od natjecatelja u povjesti Američkog Idola. Drugi singl, "A Little Too Not Over You" je izdan ubrzo nakon prvoga.
Prvi album pobjednika Davida Cooka je izdan 18. studenog 2008., s 19 Recordingsom/RCA Recordsom i RIAA ga je certificirala platinom (jedan od najprodavanijih) 22. siječnja 2009. godine. Cook se udružio s Grammy-nagrađenim producentom Robom Cavallom (Green Day, Kid Rock) na albumu. Singl iz albuma, "Light On", izašao je u rujnu 2008.
Natjecatelji u završnici sedme sezone:
| - David Cook (pobjednik) - David Archuleta - Syesha Mercado - Jason Castro - Brooke White - Carly Smithson | - Kristy Lee Cook - Michael Johns - Ramiele Malubay - Chikezie - Amanda Overmyer - David Hernandez |

### Osma sezona
Osma sezona Američkog Idola je započela 13. siječnja 2009. godine. Audicije su započele 17. srpnja 2008. U ovoj se sezoni ždrijebalo u polufinalu. Mike Darnell, predsjednik alternativnog programa FOX-a, izjavio je da će se osma sezona usredotočiti više na osjećaje i emocije natjecatelja. Također, u osmoj sezoni je uveden četvrti član žirija: glazbena producentkinja, pjevačica i tekstopisac Kara DioGuardi.
Nakon što su FOX i njegovi producenti obećali promjene u showu, 4. kolovoza, izvršni producent Nigel Lythgoe je najavio odlazak iz Idola da bi prešao na međunarodne verzije njegovog drugog showa, "So You Think You Can Dance" (hr: Misliš da možeš plesati). Također je najavljeno da akcija "Idol Gives Back" je prekinuta zbog globalne financijske krize i recesije. Mjesto Hollywoodskih audicija je 2009. godine premješteno u Kodak dvoranu, te je produljeno na još dva tjedna.
Ova je sezona po prvi put imala 36 polufinalista s 12 različitih polufinalista svaki utorak. Muškarac, žena, i još jedan natjecatelj koji dobije najviše glasova publike, idu u Top 13. Osma je sezona također vratila "višeznačnu" rundu, zadnji put korištenu u trećoj sezoni. U toj rundi, žiri okupi osam ispalih natjecatelja, i bira troje njih, koje će spasiti i uvesti u završnicu. Žiri je u osmoj sezoni spasio četvero natjecatelja umjesto troje. Još jedna promjena u formatu Idola, koja je objavljena 11. ožujka 2009., je ta da je žiri, ako želi, omogućen uložiti veto na izbačaj nekog natjecatelja do Top-a 5 i spasiti ga od izbačaja. Pravilo je zvano "Spas žirija" ( "Judge's Save"). Izvršni producent Ken Warwick je izjavio da su prvilo isprobali vidjevši ga na šestoj sezoni showa Nouvelle Star, francuske verzije Pop Idola.
Natjecatelji u završnici osme sezone:
| - Kris Allen (pobjednik) - Adam Lambert - Danny Gokey - Allison Iraheta - Matt Giraud - Anoop Desai - Lil Rounds | - Scott MacIntyre - Megan Joy - Michael Sarver - Alexis Grace - Jorge Núñez - Jasmine Murray |

### Deveta sezona
Deveta sezona Američkog Idola započela je 12. siječnja 2010. i završena je 26. svibnja 2010. na Foxu. Simon Cowell, Randy Jackson i Kara DioGuardi su otali kao žiri, a Ellen DeGeneres je trajno zamijenila Paulu Abdul kao četvrtog člana žirija. Idol Gives Back se u vratio novoj sezoni i održan je 10. travnja, tijekom Top-7 showa uživo. Top-24 polufinalni format korišten od četvrte do sedme sezone ponovo je vraćen u ovoj sezoni. Deveta sezona je ujedno i posljenja članu žirija Simonu Cowellu. Ova je sezona druga u kojoj dva finalista u nijednoj emisiji nisu bila među zadanja 2 ili 3 mjesta kroz Live-Showove. Također je ova sezona treća zaredom s muškim pobjednikom.
Pobjednikom je postao Lee DeWyze, pobijedivši 26. svibnja Crystala Bowersoxa u finalu.
Natjecatelji u završnici devete sezone:
| - Lee DeWyze (pobjednik) - Crystal Bowersox - Casey James - Michael Lynche - Aaron Kelly - Siobhan Magnus | - Tim Urban - Katie Stevens - Andrew Garcia - Didi Benami - Paige Miles - Lacey Brown |

## Vanjske poveznice
- Službena stranica
- TVWeek.com
- Američki Idol u internetskoj bazi filmova IMDb-a
- Američki Idol  Arhivirana inačica izvorne stranice od 26. travnja 2009. (Wayback Machine) na TV.com